# Z Jałowcem
Z Jałowcem – skała  na  wzgórzu Biakło na Wyżynie Częstochowskiej, w miejscowości Olsztyn w województwie śląskim, w powiecie częstochowskim. Znajduje się w południowej części tego wzgórza, w grupie kilku skał niższych od głównego szczytu. Są to skały: Blin, Okręt i Z Jałowcem.
Wzgórze Biakło otoczone jest odkrytymi, trawiastymi terenami. Zbudowana z wapieni skała Z Jałowcem ma wysokość 8 – 10 m, połogie, pionowe, lub przewieszone ściany z  filarem. Wspinacze poprowadzili na niej 6 dróg wspinaczkowych o trudności V+ – VI.2 w skali Kurtyki i wystawie północno-zachodniej. Na południowym krańcu skały znajduje się niewielkie okno skalne, w kierunku północno-wschodnim skała tworzy mur skalny łączący ją z Okrętem.

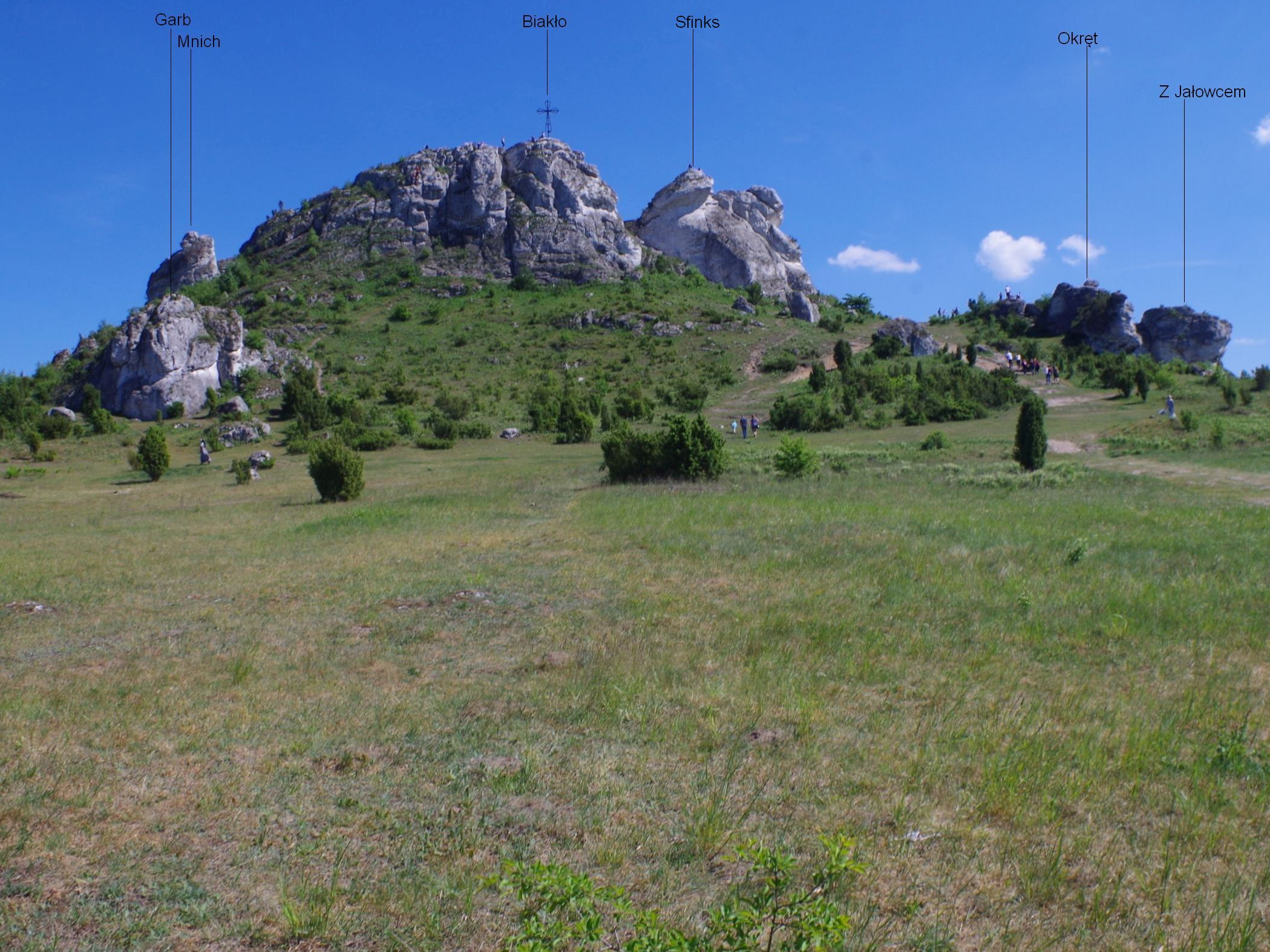
Położenie skały w masywie Biakła
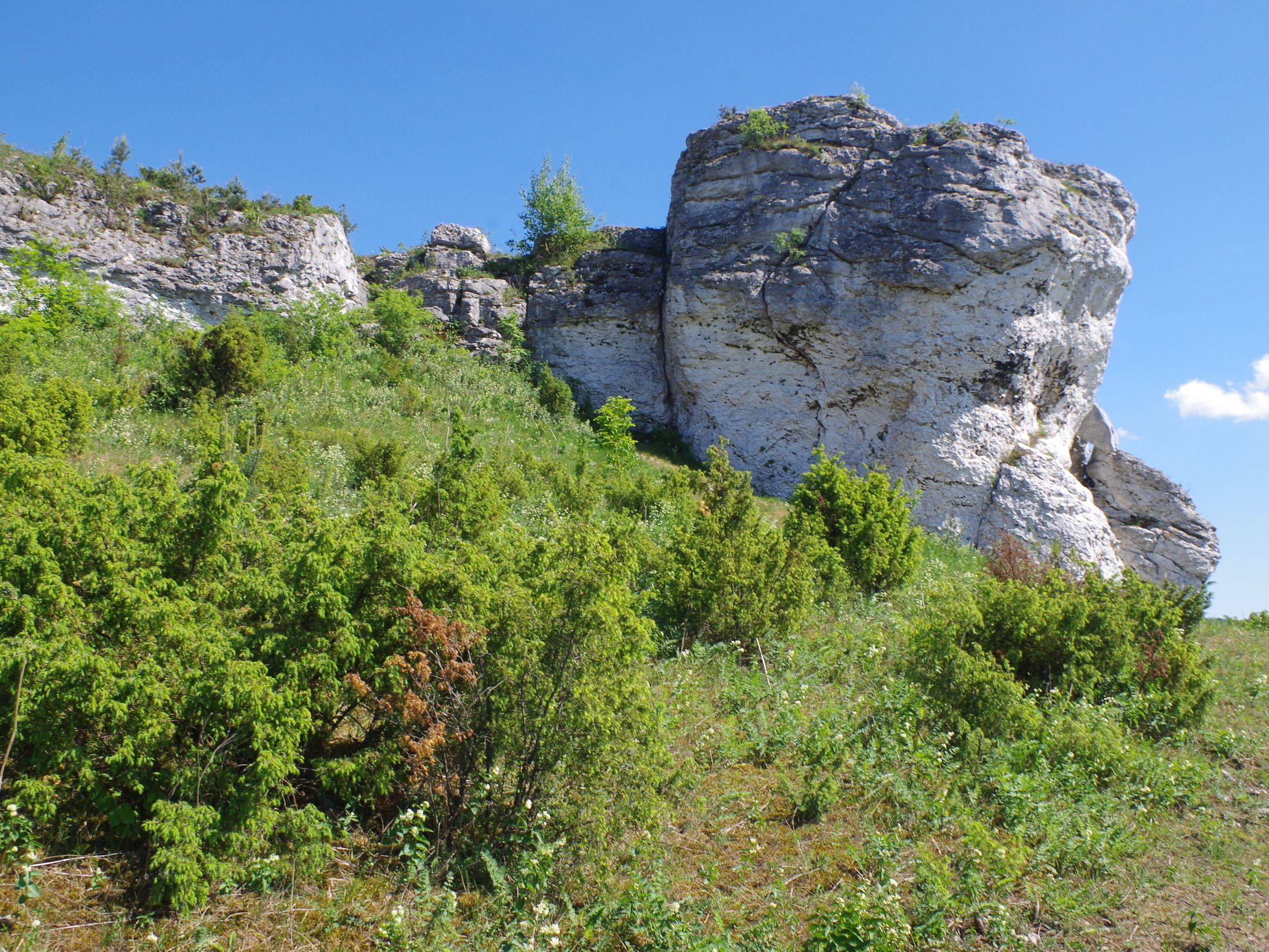
Widok od północnego zachodu
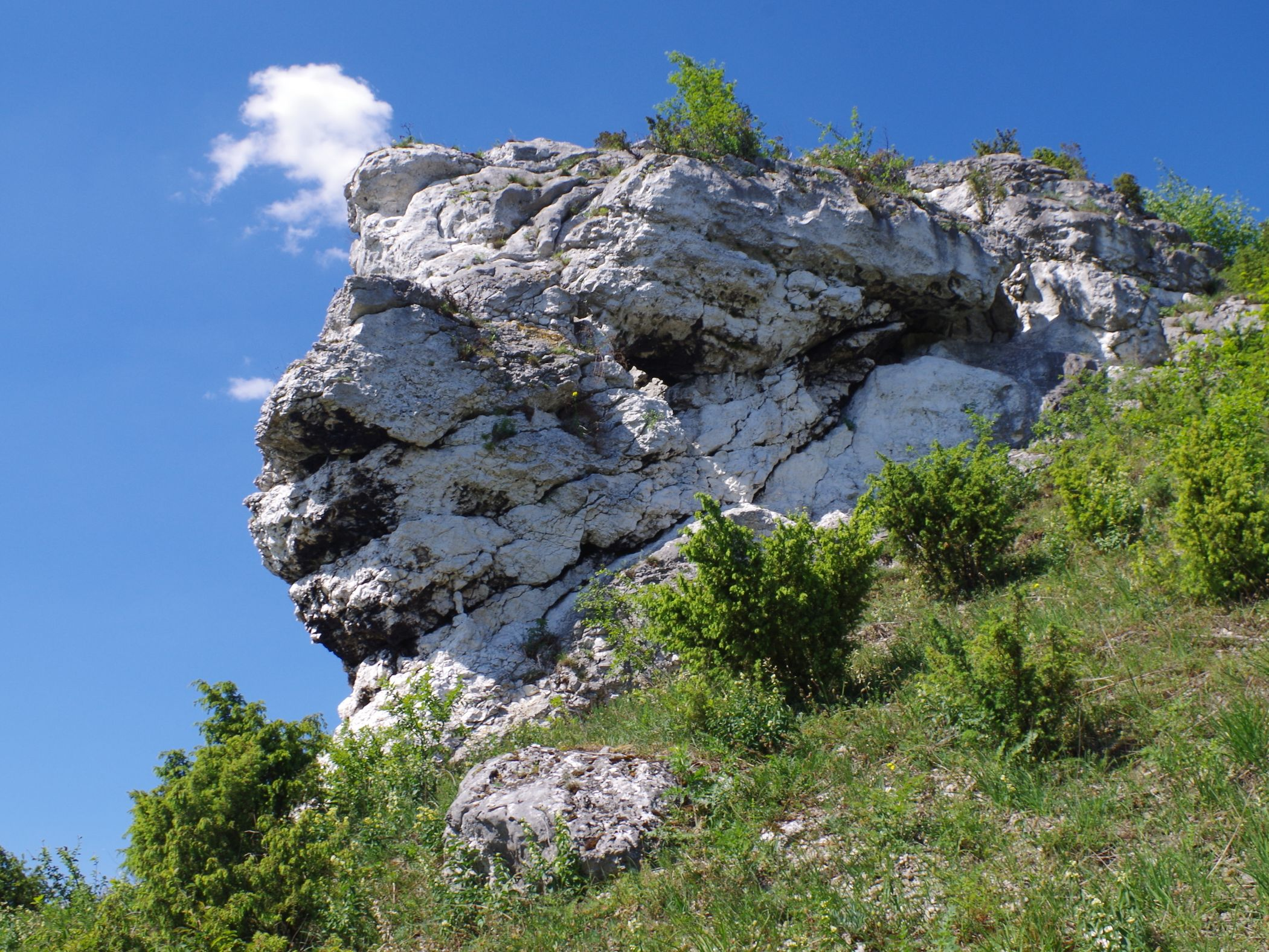
Widok od południowego wschodu
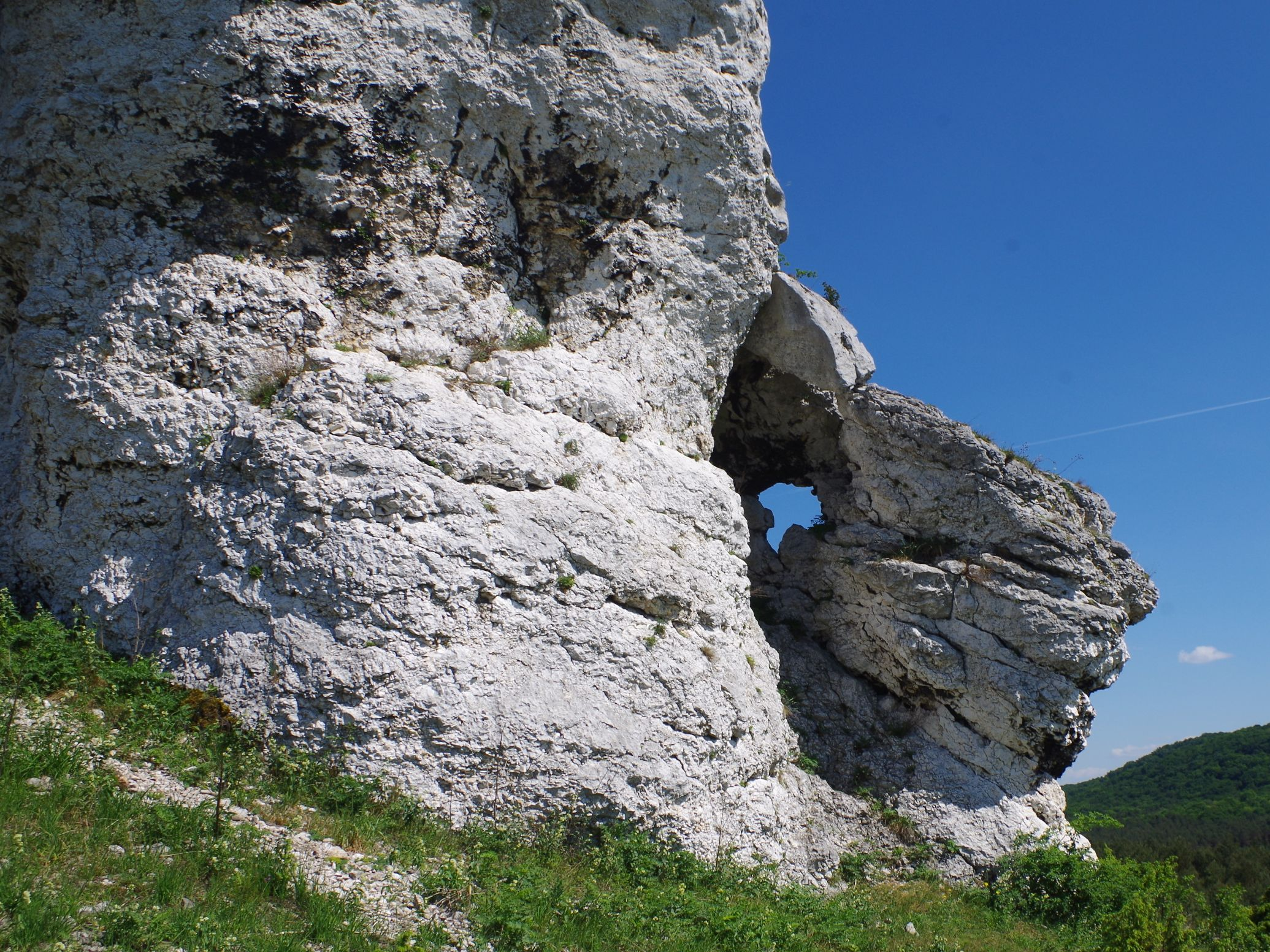
Okno skalne

## Szlaki turystyczne
Obok wzgórza Biakło  prowadzą dwa szlaki turystyczne:
 szlak św. Idziego: Olsztyn – Biakło – rezerwat przyrody Sokole Góry – Zrębice
 Olsztyn – Biakło – rezerwat przyrody Sokole Góry – Knieja – Zrębice